# Nueve de Julio (departement van Río Negro)
Nueve de Julio (Río Negro) is een departement in de Argentijnse provincie Río Negro. Het departement (Spaans:  departamento) heeft een oppervlakte van 25.597 km² en telt 3.501 inwoners.

## Plaatsen in departement Nueve de Julio
- Comicó
- Cona Niyeu
- Ministro Ramos Mexía
- Prahuaniyeu
- Sierra Colorada
- Treneta
- Yaminué